# Distrito electoral local 15 de Chiapas
El XV Distrito Electoral de Chiapas, Distrito de Tonalá, Distrito XV o XV Tonalá es uno de los 24 distritos electorales uninominales de Chiapas. Su cabecera distrital es la Ciudad de Tonalá Formado por los municipios de Tonalá, Arriaga, Pijijiapan y Mapastepec.

## Localización
El distrito de Tonala se encuentra a oeste de Chiapas, limita al norte con el distrito de Cintalapa y el distrito de Villaflores, al este con el Distrito de Motozintla y el Distrito de Huixtla, al oeste con el golfo de Tehuantepec y al sur con el Océano Pacífico.
| Noroeste: Oaxaca               | Norte: Distrito de Cintalapa y Distrito de Villaflores | Noreste: Distrito de Villaflores                   |
| Oeste: Golfo de Tehuantepec    |                                                        | Este: Distrito de Motozintla y Distrito de Huixtla |
| Suroeste: Golfo de Tehuantepec | Sur: Océano Pacífico                                   | Sureste: Distrito de Huixtla                       |